# Victorien Du Saussay
Pour les articles homonymes, voir Saussay.
Eugène Lucien Victorien Triaureau dit Victorien Du Saussay, né le 30 novembre 1868 à Droué où il est mort le 14 avril 1928, est un romancier et journaliste français.

## Biographie
Issue d'une lignée d'agriculteurs et de bourreliers du Vendômois, le jeune Victorien monte à Paris et sous le nom Du Saussay devient en mars 1894 rédacteur en chef du journal illustré Fin de siècle auquel il va collaborer plusieurs années, aux côtés de Clément Vautel qui signe « P. Falstaff ». La même année il publie son premier ouvrage en un genre qui deviendra sa marque de fabrique, Jouir... Mourir, genre qu'il qualifie de « roman passionnel ». Par ailleurs, avec Vautel, il confectionne de nombreux suppléments illustrés à Fin de siècle.
Du Saussay collabore également à La Plume. Il se lance dans une production importante d'ouvrages dont les titres se trouvent racoleurs, cherchant l'effet de scandale. De fait, le succès est au rendez-vous. Bon nombre de ses romans sont illustrés, non seulement de dessins originaux signés d'artistes réputés, mais également de photographies « d'après nature », où s'expriment des corps féminins dénudés, sans jamais tomber dans l'obscène ; il profite sans aucun doute d'une période plus libérale. L'un de ses éditeurs les plus fidèles est Albert Méricant, lequel revend les droits de traduction en Allemagne, Espagne, Italie, etc. En 1906, il est, avec Félicien Champsaur, l'un des romanciers français les plus traduits dans sa catégorie.
Le 5 décembre 1905 à Paris 7e, il épouse Hélène Charonnat, fille du député de l'Aube, Jean-Baptiste Charonnat,.
En février 1906, L'Assiette au beurre dénonce le sénateur René Bérenger (dit « le père la pudeur ») et la « censure officieuse » dont les livres de Du Saussay sont désormais victimes, interdits d'exposition dans les librairies des gares ferroviaires. 
En 1919, il est élu maire de Droué, poste qu'il occupe jusqu'à sa mort, le 14 avril 1928. Dans cette ville il possédait le domaine de La Beaudronnière. Peu avant sa mort, il devient rédacteur au journal La Tribune républicaine, propriété du banquier Georges-Jacob Merzbach (1874-1939), qui fonde bientôt un comité pour être élu dans la région, comité dont Du Saussay devient le secrétaire, entraînant un déchaînement de nature antisémite dans la presse locale.

## Œuvre

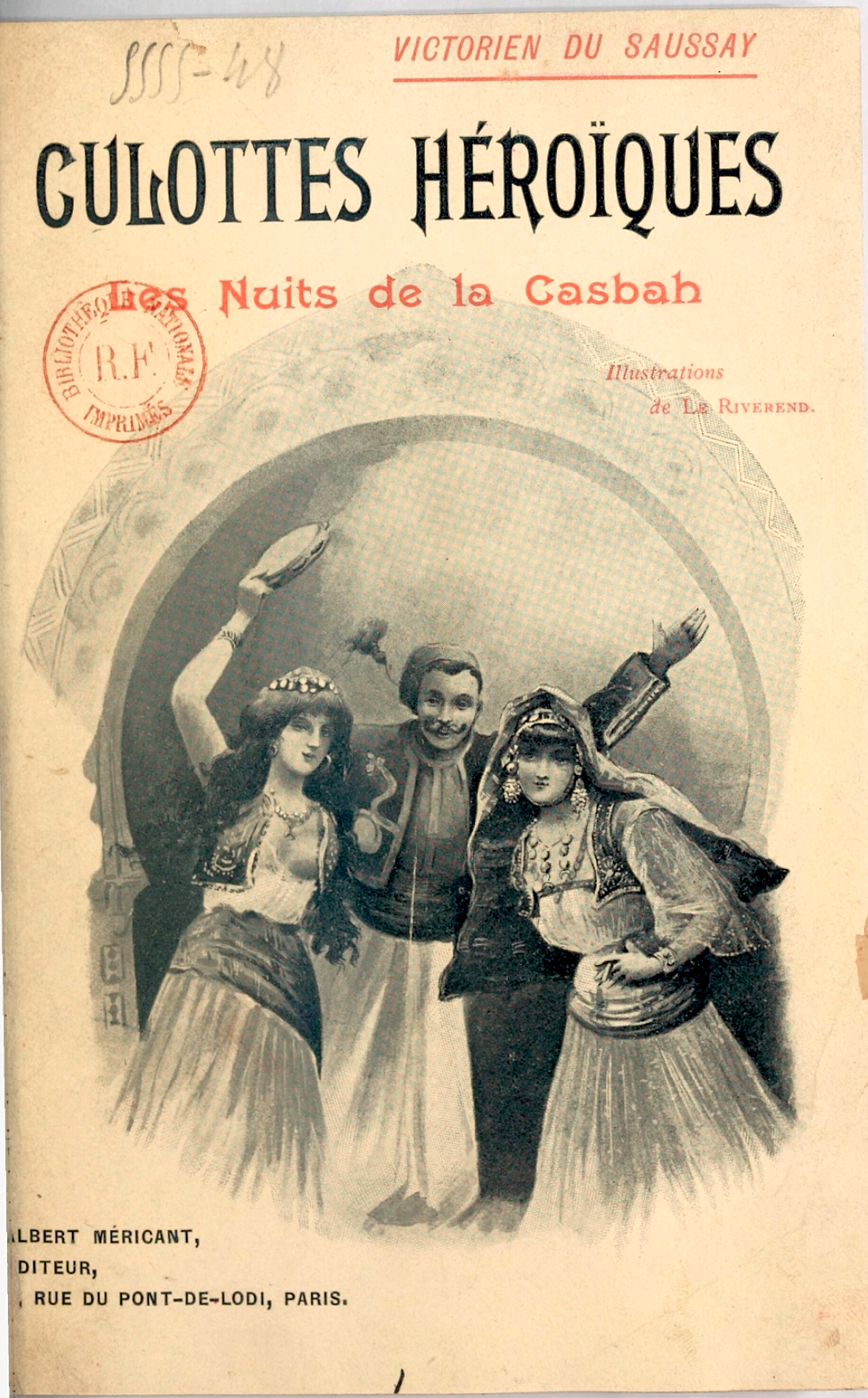

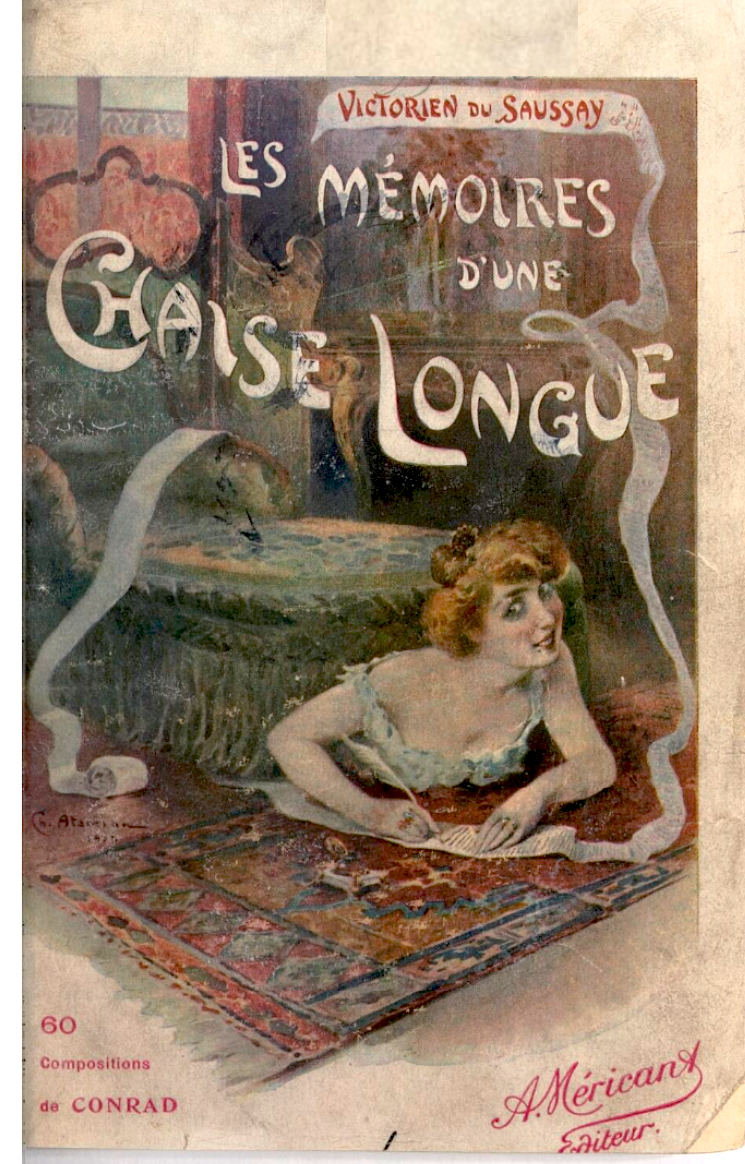

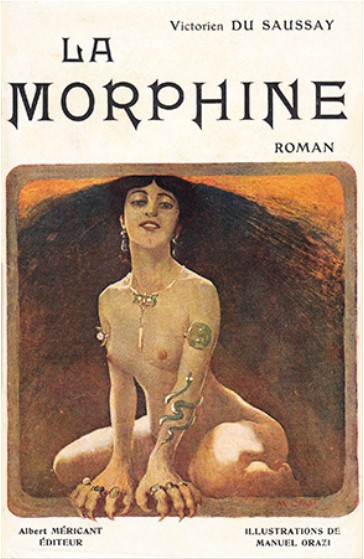

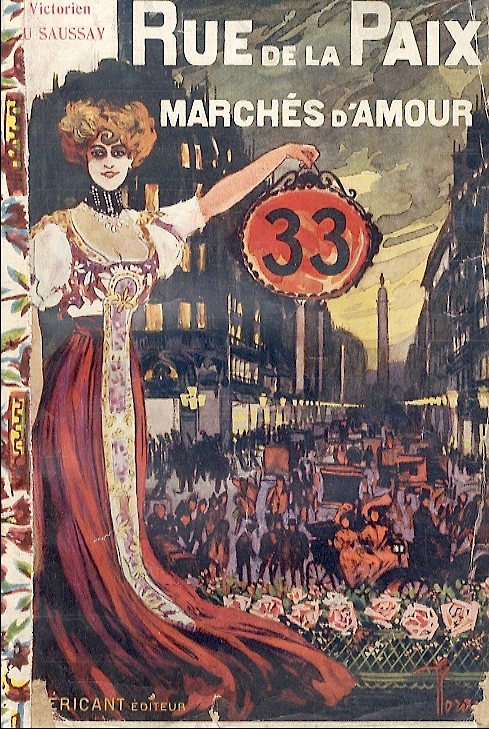

Sans compter ses préfaces et direction d'ouvrages, on trouve :
- Jouir... Mourir : étude passionnelle, illustrations de Maurice Neumont, P. Antony & Cie éditeurs, 1894.
- Les Pires joies, roman passionnel, illustrations de Jack Abeillé, P. Antony, 1895.
- Perverse..., P. Antony, 1896.
- L'École du vice, roman de mœurs parisiennes, illustré par Carl-Hap, P. Antony, 1897.
- Jeune fille avec tache, préfacé par Félicien Champsaur, illustré de photographies d'après nature, Offenstadt frères, 1899.
- Rire, sang et voluptés. Roman d'aventures et d'amour, illustré par Maurice Neumont, Bibliothèque du Fin de siècle, 1901.
- La Suprême étreinte, illustré de photographies d'après nature, Offenstadt frères, 1900.
- Culottes héroïques. Les nuits de la Casbah. Roman passionnel, illustré par Louis Le Rivérend, Éditions Albert Méricant, 1901.
- Chairs épanouies, beautés ardentes, illustré par Maurice Neumont, A. Méricant, 1902.
- Les Mémoires d'une chaise longue, illustré par Georges Conrad, A. Méricant, 1903.
- Je suis belle. Roman d'une courtisane, avec des compositions de Robert Dupont d'après photographies, A. Méricant, 1903.
- Immortelle Idole, illustré par Alphonse Germain-Thill, A. Méricant, 1909.
- Une union libre, illustré par Charles Atamian, A. Méricant, 1905.
- Femme, amour, mensonges, roman passionnel, illustré par Alphonse Germain-Thill, A. Méricant, 1905.
- Martyrs du baiser, illustré par Alphonse Germain-Thill, A. Méricant, 1905.
- La Morphine. Vices et passions des morphinomanes, roman, illustrations de Manuel Orazi, A. Méricant, 1906.
- À vendre, à louer, couverture d'Orazi, illustrations de V. Spahn, Abeillé, Conrad, Carl-Hap..., A. Méricant, 1906.
- Rue de la Paix Marchés d'amour roman passionnel, couverture de Manuel Orazi, illustrations de Charles Atamian, A. Méricant, 1907.
- Médecins pour dames seules, illustré par Raphael Kirchner, Librairie des publications modernes, 1907.
- Ceinture dorée, illustré par Juan Cardona, Librairie des publications modernes, 1907.
- La Corse : l'âme, l'amour, la vie aux pays de soleil, roman, A. Méricant, 1908.
- Les Épaves de l'amour, illustré par Hermann-Paul, Librairie des publications modernes, 1908.
- Peau de satin, illustré par Charles Lapierre, Les beaux et bons romans d'amour, 1911.
- La Traite des blancs, mariages franco-américains : roman de passion, Librairie des publications modernes, 1911.
- L'Armée juive, roman contemporain, couverture de Charles Lapierre, Librairie des Romans inédits illustrés, 1912.
- Une nuit d'amour, illustré par Jack Abeillé, Librairie des publications modernes, 1912.
- Les "m'as-tu-vu" de l'amour, roman de la vie parisienne, illustré par Charles Lapierre, Librairie des romans inédits illustrés, 1912.
- Soyons cyniques !, roman contemporain, illustré par Charles Lapierre, Librairie des Romans inédits illustrés, 1913.
- La Science du baiser. Kama Soutra de l'amour moderne, illustré par Henry Perrault, A. Méricant, 1915.